# Óengus Ier
Oengus fils de Fergus : Óengus mac Fergusa (Gaél) , Unuist mac Uurguist (Picte) le premier de ce nom, fut roi des Pictes de 729 jusqu'à sa mort en 761. Son règne a pu être reconstitué grâce à diverses sources. Óengus devient le principal roi des Pictes à l'issue d'une période de guerres civiles à la fin de la décennie 720. Pendant son règne le royaume voisin de Dál Riata est asservi et le royaume de Strathclyde attaqué avec moins de succès. Il fut le plus puissant souverain en Écosse pendant deux décennies, et impliqué dans des conflits en Irlande et en Angleterre. Des rois de la famille d'Óengus dominèrent le pays des Pictes jusqu'en 839 lorsqu'une désastreuse défaite face aux Vikings ouvre une nouvelle période d'instabilité qui se termine par la prise du pouvoir par Cináed mac Ailpín.

## Biographie

### Origine
Selon les sources irlandaises, sa famille était liée avec les Eóganachta, clan royal du Munster, en Irlande. La tradition irlandaise reprise notamment dans le Livre de Leinster et dans le Livre Hui Maine fait en effet de Conall Corc mac Lugaid roi des Eóganachta de Munster, l’époux de Mongfinn une fille du roi picte Uuradech (Feradach) Uecla « Findlaech »  (i.e. : Héros blanc) quatrième prédécesseur de Drust mac Erp et crédité d’un règne de deux ans à la fin du IVe siècle. Cette branche des Eóganachta de « Magh Geirginn  » descendrait du fils de Conall Corc, nommé Cairpre Cruithnechan (le petit picte) et passe pour s’être établi dans le royaume picte de Cirech (i.e. : Circinn) et avoir été le clan ancestral du roi Oengus Ier.

### Prise du pouvoir
Rien n'est connu de la vie d'Oengus  avant 728 lorsqu'il combat dans une guerre civile entre quatre rois pictes et que cette année-là il bat le roi Alpin deux fois et tue son fils. L'année suivante il bat Nechtan mac Der Ilei, qui fut roi suprême des Pictes jusqu'à son abdication en 724. Nechtan, homme pieux, un moment rétabli, meurt dans un monastère en 732. Un quatrième roi, Drest, périt dans une bataille perdue en 729.

### Relations avec le Dál Riata
En 731 Bridei le fils d'Oengus bat un certain Talorg mac Congus, sans doute un roi des Scots du Kintyre, qui est exécuté par noyade en 734. Un deuxième concurrent Talorgan mac Drostan, le roi d'Atholl,  est lui aussi noyé en 739. Bridei lui-même est capturé en 733, bien qu'il fût dans un lieu saint, par Dungal mac Selbaich « l'impétueux », chef des Scots du Cenél Loairn et ancien roi de Dal Riada. On ne sait pas si cet événement provoque l'invasion du Dál Riata par Oengus l'année suivante. Pendant la guerre Dungal est blessé et doit se réfugier en Irlande. Les scots et les pictes intervinrent dans les guerres en Irlande dès 733, mais les sources ne sont pas en correspondance et les détails sont maigres. Ces interventions eurent des motivations différents, et ne semble pas liées, ni l'une à l'autre, ni avec la fuite de Dungal.
En 736 Oengus et son frère Talorgan dirigèrent une deuxième campagne contre les scots. Dúngal mac Selbaich et son frère furent pris par les Pictes. Talorgan défait la même année Muiredach mac Ainbcellaich un autre roi du Cenél Loairn lors de la bataille de Cnoc Coirpre près de Calathros. les rois scots sont battus, et il semble que le royaume de Dal Riada est conquis par Oengus. Son fils Bridei mourut peu après dans les circonstances inconnues.
Les Scots ne furent pas pacifiés, et Oengus dut lancer une troisième guerre en 741 quand, selon les sources irlandaises, le Dál Riata fut « martelé » encore une fois. La Dal Riada restait sous le contrôle des Pictes jusqu'en 750, ou même les années 760. Il semble qu'il ne recouvra jamais entièrement son indépendance avant que les Vikings ne l'écrasent.

### Relations avec le Strathclyde et les Angles
Pendant la troisième campagne en Dal Riada, il semble que le roi Eadberht de Northumbrie fit la guerre contre les pictes, ses voisins du nord. Mais, lorsque ses guerriers partirent en campagne, son voisin du sud, le roi Æthelbald de Mercie, peut-être allié avec Oengus, ravagea les terres de Northumbrie. En 744 Oengus tourna son attention vers les autres voisins méridionaux du royaume picte, le royaume de Strathclyde peuplé de Bretons insulaires, et lança une campagne sans grand succès. Une deuxième attaque contre les Bretons en 750, peut-être en alliance avec la Northumbrie, se solda par une lourde défaite et le mort de Talorgan, frère d'Oengus. Les Northumbriens eurent plus de succès et saisirent une partie des terres bretonnes. Lors, le roi Æthelbald de Mercie dut mener la guerre contre le roi de Wessex. Il semble que les quatre coups : la défaite de 750, le mort de son frère, le succès des Northumbriens, et la révolte de Wessex entrainant la perte de soutien mercien, affaiblirent la réputation et le pouvoir d'Oengus. Une guerre civile picte eut lieu peu après, mais Oengus fut vainqueur.
Mais, en 756 il tente une nouvelle fois la conquête du Royaume des Bretons du Strathclyde, avec l'alliance de la Northumbrie. Les événements qui suivirent sont obscurs. Les alliés vinrent à Dumbarton, chef-lieu  du royaume de Strathclyde, les Bretons décidèrent de se rendre, une paix fut signée, et les alliés partirent. Une semaine après, pendant que les guerriers northumbriens revenaient chez eux, ils subirent une attaque, et souffrirent une grande défaite. Le roi Eadberht échappa avec peu de monde. On ne sait pas quel ennemi infligea cette défaite car l'annaliste se tut.

### Fin du règne
Oengus meurt en 761, dans la soixantaine. Son frère Bridei lui succède. Selon les poètes irlandais auteurs du « Livre de Leinster », qui virent en Oengus un roi guerrier, il fut bon roi. Ses voisins le virent autrement. Le moine northumbrien qui continua l'histoire de Bède le Vénérable écrivit : « Oengus, roi des Pictes, mourut. Pendant tout son règne, il ne fut qu'un boucher tyrannique (Tyrannus Carnifex) ». On estime que le sarcophage de saint Andrews avait été préparé pour Oengus. Dans ce cas il se montre comme il voulait se représenter, avec les traits d'un nouveau roi David .

## Postérité et succession

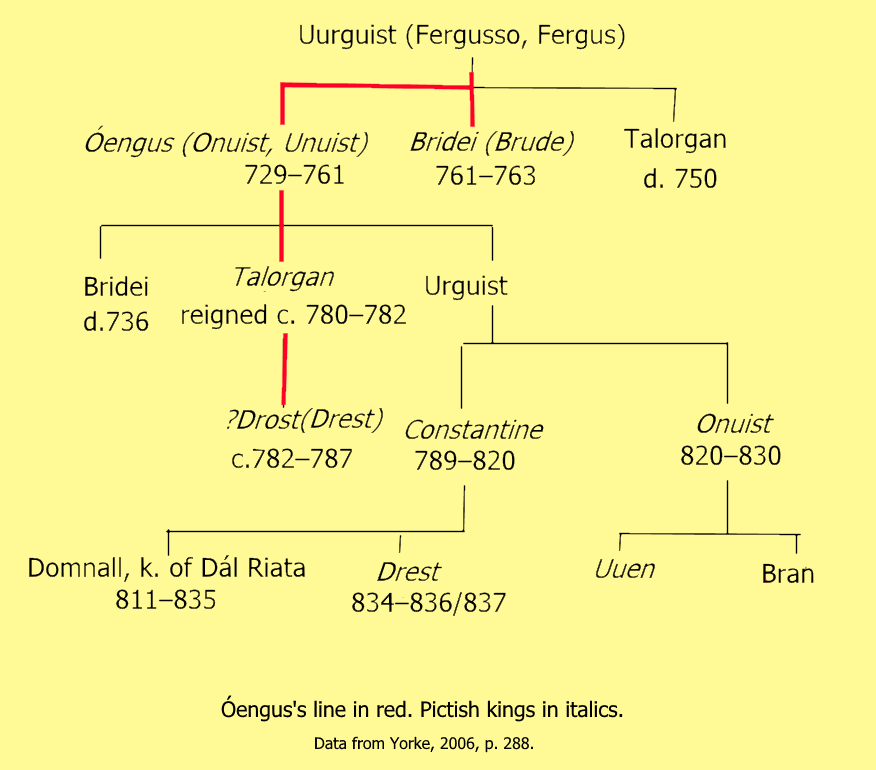
La dynastie hypothétique d'Óengus Ier

Son fils ainé (?) Brude (Bridei) meurt dès 736, Entre la mort de son frère et successeur Bridei mac Uurguist en 763, et le début du règne de Constantine en 789, plusieurs autres rois, et peut-être tous,  eurent sans doute des liens de parenté avec Oengus.
Depuis quelque temps, certains historiens estiment que le second Oengus, et son frère et prédécesseur Constantine, qui règne de 789 à 820, étaient de la famille d'Oengus, soit ses petits-fils, soit ses petits-neveux.
Oengus fut un des plus importants rois des Pictes. Sa parenté domina sans doute le royaume des Pictes pendant un siècle, jusqu'au 839, quand Eòganán, fils du second Oengus, son frère Bran, et le roi de Dalriada, périssent lors d'une sanglante défaite contre les Vikings. Bien que les rois postérieurs soient encore nommés « Rois des Pictes » jusqu'au début du Xe siècle, une rupture intervient en 839 avec la fin de la dynastie d'Oengus.